# Mia Mulder
Mia Mulder, född 24 april 1993 i Borås Caroli församling (uppvuxen i Sandhult), är en svensk vänsterorienterad videoessäist, aktivist, transperson, och lokalpolitiker.
Mulder blev aktivist omkring 2015, med fokus på transpersoners villkor och rättigheter. Vid samma tid studerade hon historia och skrev 2016 en kandidatuppsats vid Uppsala om tvångssterilisering i Sverige. Hon har även varit hbtq-utbildare, och var ordförande i organisationen Transförsvaret när de 2016 ockuperade Socialstyrelsen med inspiration från ockupationen av Socialstyrelsen 1979.
Mulder började göra videor på Youtube 2018. Hon brukar räknas som en del av breadtube, ett samlingsnamn för Youtubepersonligheter som gör längre kulturkritiska videor från ett vänsterperspektiv där bland andra Natalie Wynn och Lindsay Ellis ingår. Hon gör sina videor på engelska. I januari 2022 hade Mulders Youtubekanal passerat 90 000 prenumeranter.
I valet 2022 kandiderade Mulder till kommunfullmäktige i Sollentuna kommun för Vänsterpartiet. Hon tillträdde den 17 oktober samma år som ledamot.